# Magomed Suleymanov
Magomed Aliyevich Suleimanov (en russe : Магомед Алиевич Сулейманов), également connu sous le nom d’Abou Ousmane Gimrinski (en russe : Абу Усман Гимерсинский) né le 29 février 1976 à Guimry (URSS) et mort le 11 août 2015 dans la même ville, est un islamiste daghestanais et le troisième chef de l’Émirat du Caucase, une organisation militante active dans le Nord-Caucase.

## Biographie
Suleimanov, issu de l’ethnie avare et natif du village daghestanais de Guimry, suivit des études à l’Université Fatah al-Islami de Damas en 1992. De retour au Daghestan en 2005, il fut désigné comme cadi (juge religieux) de la mosquée centrale de Guimry. L’année suivante, il rallia l’insurrection armée daghestanaise, avant de se rendre aux autorités en 2008 et de bénéficier d’une mesure d’amnistie. 
En 2009, Suleimanov rallia l’insurrection, au sein de laquelle il occupa les fonctions de cadi pour le Vilayat Daghestan de l’émirat du Caucase, tout en assumant le commandement militaire du secteur montagneux de ce même vilayat. Cette zone d’opérations comprenait notamment son village natal, Guimry.
En 2014, Rustam Asildarov et plusieurs autres hauts dignitaires de l’Émirat du Caucase firent défection pour rejoindre les rangs de l’État islamique (EI), jurant allégeance à son chef, Abou Bakr al-Baghdadi. Cette décision fut vivement réprouvée par Suleimanov ainsi que par le dirigeant de l’Émirat, Aliaskhab Kebekov, qui y virent une félonie et une rupture de l’unité jihadiste. 
Après la mort d’Aliaskhab Kebekov, abattu par les forces russes en avril 2015, Suleimanov fut désigné à la tête de l’Émirat du Caucase. Toutefois, sa désignation ne fut rendue publique que le 2 juillet de la même année.  

### Mort
Le 11 août 2015, Magomed Suleimanov trouva la mort au cours d’une opération spéciale menée par les forces de sécurité russes, lors d’un assaut près du village de Gimry, dans la république du Daghestan.